# Castro Pretorio
Castro Pretorio är en stadsdel i östra Rom och tillika ett av Roms rioni. Namnet ”Castro Pretorio” kommer av latinets Castra Praetoria, som var Pretoriangardets kaserner.

## Kyrkor
- San Bernardo alle Terme
- Sacro Cuore di Gesù
- Santa Maria degli Angeli
- Santissimo Rosario di Pompei

Rivna kyrkor
- San Caio
- San Ciriaco alle Terme di Diocleziano
- Sacra Famiglia a Via Sommacampagna
- Santissima Incarnazione del Verbo Divino
- Sant'Isidoro alle Terme
- Santa Teresa alle Quattro Fontane

## Byggnadsverk i urval
- Biblioteca Nazionale Centrale di Roma
- Stazione Termini
- Teatro dell'Opera
- Caserma "Castro Pretorio"
- Palazzo delle Finanze
- Porta Pia
- Porta Nomentana
- Piazza dell'Indipendenza